# Осиковий Копець
Осиковий Копець — село в Україні, у Житомирському районі Житомирської області. Входить до складу Харитонівської сільської громади. Населення становить 236 осіб.

## Історія
Засноване на початку XIX ст. як польська колонія. Більшість населення — римо-католики, поляки.
У довіднику «Список населених пунктів Київської губернії» (1900) вміщено такі відомості про поселення:
«Колонія Осиковий Копець (власницька). У ній дворів — 17, жителів обох статей — 114 осіб, із них чоловіків — 56 і жінок — 58. Головне заняття жителів — землеробство. Відстань від повітового міста до ферми — 31 верста, від найближчих: залізничної станції — 33 версти, пароплавної — 96 верст, поштово-телеграфної і поштової (земської) — 6 верст. Залізнична станція носить назву Житомир, пароплавна — Київ. Поштово-телеграфна станція і поштова (земська) станція — знаходяться у м. Коростишів. У колонії налічується 140 десятин землі, що належать генерал-майору Олексію Петровичу Племянникову, яка перебуває в оренді у німців-колоністів».
У 1937—1938 роках в рамках антипольської операції НКВС було репресовано більше 40 жителів села, серед яких 31 були розстріляні[джерело?].
У 1926—54 роках — адміністративний центр Осиково-Копецької сільської ради Коростишівського району.